# استوارت لی
استوارت لی (انگلیسی: Stuart Lee؛ زادهٔ ۱۱ فوریهٔ ۱۹۵۳) بازیکن فوتبال اهل بریتانیا است.
از باشگاه‌هایی که در آن بازی کرده‌است می‌توان به باشگاه فوتبال ورکسام، باشگاه فوتبال بولتون واندررز، باشگاه فوتبال استوک‌پورت کانتی، و باشگاه فوتبال منچستر سیتی اشاره کرد.